# أيض الإيثانول

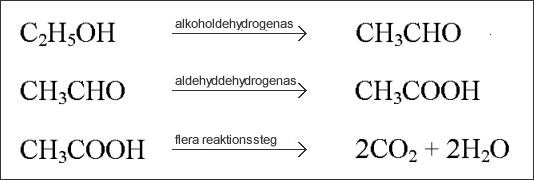

يغدو الإيثانول مئيضا (خاضعا لعملية الأيض) عبر مسار أيضي هدمي معقد جدا.

## مخطط التفاعل العضوي

### خطوات التفاعل
الخطوات الثلاث الأولى من مسارات التفاعل تسير من الإيثانول إلى أسيتالدهايد إلى حمض الأسيتيك إلى الأسيتيل مرافق الإنزيم-أ. ما إن يتكون الأسيتيل مرافق الإنزيم أ حتى يصبح حرا ليدخل إلى حلقة حمض الستريك.

## قراءة إضافية
- Carrigana, MA, Uryasev O؛ وآخرون (2014). "Hominids adapted to metabolize ethanol long before human-directed fermentation". Proc. Natl. Acad. Sci. USA. ج. 112 ع. 2: 599–608. DOI:10.1073/pnas.1404167111. PMC:4299227. PMID:25453080.{{استشهاد بدورية محكمة}}:  صيانة الاستشهاد: أسماء متعددة: قائمة المؤلفين (link)